# Авдолеонт
Авдолеонт (др.-греч. Αὐδολέων) или Автолеонт (др.-греч. Αὐτολέων) — царь Пеонии, которая располагалась на территории современной Северной Македонии, правивший в 310-х—284 годах до н. э.
Согласно современным оценкам, Авдолеонт являлся талантливым государственным деятелем, который сумел в течение длительного времени сохранить независимость своего отсталого царства в бурную эпоху войн диадохов.

## Биография
Авдолеонт пришёл к власти вскоре после смерти своего отца Патрея до 310 года до н. э. Современные авторы определяют начало его правления временем «около 315 года до н. э.» Возможно, Патрею на короткое время наследовал Диплай и/или Тевтамад, о существовании которых известно исключительно согласно данным нумизматики. В описываемое время Пеония представляла собой автономное образование в составе Македонии. Пеонийцы платили македонянам дань, а их воины служили в македонском войске.
Во время правления Авдолеонта около 310 года до н. э. пеоны воевали со вторгнувшимся в страну иллирийским племенем автариатов. Автариаты покинули свои родные места и искали новые земли для поселения. Пеоны могли бы потерпеть поражение, если бы правивший в то время в Македонии Кассандр, опасаясь и за целостность своих владений, не пришёл им на помощь. Он заключил с иллирийцами союз и поселил двадцать тысяч автариатов вместе с их жёнами и детьми у горы Орбел, на северо-востоке страны у границы со Фракией, как самой отдалённой части своего государства.
После смерти Кассандра в 297 году до н. э. или ранее Авдолеонт добился независимости Пеонии от Македонии. Впоследствии, во время противостояния трёх царей Деметрия Полиоркета, Пирра и Лисимаха за обладание Македонией, Авдолеонт поддержал последнего, который, в конечном итоге, и присоединил царство к своим владениям. Кроме Авдолеонта в направленный против Деметрия Полиоркета союз входил иллирийский царь Бардил II. О могуществе Авдолеонта в описываемое время свидетельствует заключённый по политическим мотивам брак его неназванной по имени дочери с эпирским царём Пирром. Союз с Авдолеонтом был особенно важен для Пирра во время войны с Деметрием Полиоркетом, чьи владения граничили с Пеонией. Также Авдолеонт, по одной из версий, покорил агриан и присоединил их земли к своим владениям.
Весной 287 года до н. э. Афины обрели независимость. Город остро нуждался в продовольствии и был вынужден обратиться к другим государствам. Авдолеонт пожертвовал 7500 медимнов зерна, за что Народное собрание постановило даровать ему права афинского гражданства, а также установить конную статую на Агоре. Возможно, по одной из версий, помощь пришла во время осады Афин Деметрием Полиоркетом.

## Смерть. Последующие события
Авдолеонт умер в 284 году до н. э. Вскоре после его смерти Пеония была захвачена Лисимахом. Византийский автор Иоанн Цец привёл историю о смерти Авдолеонта, который современные учёные считают недостоверным историческим анекдотом. Перед смертью пеонийский царь приказал отвести русло реки. После того как царские сокровища были закопаны, реку вернули в прежнее русло, а рабочих убили. Впоследствии один из приближённых Авдолеонта по имени Ксермодигест раскрыл месторасположение клада Лисимаху.
Полиэн привёл некоторые детали захвата Пеонии Лисимахом. Согласно античному историку, Лисимах вызвался сопроводить сына Авдолеонта Аристона в Пеонию. После торжественной коронации, которая сопровождалась омовением в Астибе, во время пира Лисимах подал знак своим воинам вооружиться и напасть на пеонов. Аристон смог спастись бегством, а Пеония была присоединена к владениям Лисимаха. В данной античной стратагеме мог найти отображение факт помощи со стороны Лисимаха при воцарении Аристона со скорым смещением последнего вследствие недостаточной лояльности. Дальнейшая судьба Аристона неизвестна. Однако пеонийцы смогли вскоре, возможно уже после гибели Лисимаха в 281 году до н. э., восстановить свою независимость. Новым царём стал, предположительно, младший сын Авдолеонта Леон, который, по мнению Е. Павловски, наследовал таланты своего отца. Внук Авдолеонта Дропион впоследствии подарил статую деда в религиозный центр Древней Греции Дельфы.

## Монеты
При Авдолеонте в Пеонии чеканили исключительно серебряные монеты разных номиналов — тетрадрахмы, дидрахмы, драхмы и тетроболы. Возможно, в начале правления Авдолеонт чеканил монеты, которые были идентичны монетам его предшественника Патрея.
Нумизматы выделяют два основных типа монет Авдолеонта. Первый повторял выпуски предшественников Авдолеонта Ликкея и Патрея, однако монеты этого типа были значительно лучше по качеству. На аверсе изображали богиню Афину в шлеме или, реже, Диониса, на реверсе — коня в анфас.
На аверсе следующего монетного типа изображена голова в львиной шкуре. По одной версии, она представляла Александра Македонского в образе Геракла, по другой — непосредственно Геракла. На реверс был помещён сидящий Зевс. Данные монетные типы являлись подражанием македонским монетам Филиппа II. Легенда «ΒΑΣΙΛΕΩΣ ΑΥΔΩΛΕΟΝΤΟΣ» свидетельствует о том, что к моменту выпуска монет Авдолеонт, по примеру других диадохов, взял титул «др.-греч. βᾰσῐλέως». Это предполагало верховную власть и полную независимость Пеонии, а также декларацию о равном статусе с такими царями как Птолемей, Лисимах, Селевк и др. Эти монеты выпускали небольшими тиражами не для оборота, а с целью подчёркивания статуса Авдолеонта.
Монеты Авдолеонта оказали влияние на денежное обращение у кельтских племён. Их варварские подражания, в том числе с именем Авдолеонта, находят в кладах на территории Словакии, Венгрии и других стран. Так как монеты Авдолеонта сами были подражаниями македонских, то в ряде случаев определить какой из типов копировала та или иная кельтская монета достаточно сложно.

## Оценки
По мнению И. Меркера, Авдолеонт являлся талантливым государственным деятелем, который сумел в течение длительного времени сохранить независимость своего отсталого царства в бурную эпоху войн диадохов. Е. Петрова назвала Авдолеонта способным и амбициозным правителем. Принятие им титула «басилевса», кроме формального значение, свидетельствовало о желании показать свою принадлежность к цивилизованному греческому миру. Как отмечают историки, Авдолеонт использовал неспокойный период в соседней Македонии для укрепления собственной страны, что свидетельствует об его качествах грамотного управленца. При нём Пеония достигла определённого могущества, что в том числе проявилось в экономическом процветании.

### Исследования
- Дройзен И. Г. История эллинизма. — Ростов н/Д.: Феникс, 1995. — Т. 2. — 544 с. — ISBN 5-85880-079-3.
- Кратка енциклопедия Тракийска древност (болг.) / Инстит по Тракология при БАН. — София: Аргес, 1993.
- Павловска Е. Тетрадрахма на Тевтамад — непознат паjонски (?) владетел (макед.) // Macedoniae acta archaeologica. — Македонско археолошко друштво, 2010. — Бр. 19. — С. 185—191.
- Петрова Е. Пајонските племиња и пајонското кралство во II и I милениум пред н.е. (макед.) // Macedoniae acta archaeologica. — Македонско археолошко друштво, 1991. — Бр. 12. — С. 9—130.
- Сапрыкин С. Ю. Монеты Томи с надчеканкой Истрии // Проблемы истории, филологии, культуры. — 2017. — Вып. 57, № 3. — С. 319—333. — ISSN 1992-0431.
- Хабихт Х. Афины. История города в эллинистическую эпоху / Подготовка к изданию и перевод Ю. Г. Виноградова. — М.: Ладомир, 1999. — ISBN 5-86218-339-6.
- Heckel W. Who's Who in the Age of Alexander and his Successors. From Chaironea to Ipsos (338—301 BC) (англ.). — Barnsley: Greenhill Books, 2021. — 554 p. — ISBN 978-1-78438-648-1.
- Hammond N. G. L., Griffith G. T., Walbank F. W. A History of Macedonia (англ.). — Oxford: Clarendon Press, 1988. — Vol. III: 336-167 B.C.. — ISBN 0-l9-814814-1.
- Јакимовски А., Илиевски А. Пајонска нумизматика (макед.) // Паjониjа и Паjонците. Извори, историја, археологија. — Скопје: Филозофски факултет, 2022. — С. 215—294.
- Kolnỉkovả E., Bakos F., Pauditṡ P. Zdroje kovu v keltských mincovniach na Slovensku (словац.) // ARCHEOLÓGIA. — Bratislava: Slovak National Museum — Archaeological Museum, 2018. — Zv. 28. — S. 141—304. — ISBN 978–80–8060–449–3. — ISSN 1336-6637.
- Lund H. S. Lysimachus. A study in early Hellenistic kingship (англ.). — London; New York: Routledge, 2002. — ISBN 0-203-20684-3.
- Merker I. The ancient kingdom of Paionia (англ.) // Balkan Studies. — 1965. — Vol. 6, no. 1. — P. 35—54.
- Pavlovska E. The Coins of Paeonia from the Numismatic Collection of NBRM (англ.). — Skopje: National Bank of the Republic of Macedonia, 2008. — ISBN 978-9989-107-14-6.
- Szabó M. Audoleon und die Anfänge der ostkeltischen Münzprägung (нем.) // Alba Regia. Annales Musei Stephani Regis. — Szėkesfehėrvár, 1983. — S. 43—47. — ISSN 0324—542X.
- Wright N. L. The Horseman and the Warrior: Paionia and Macedonia in the Fourth Century BC (англ.) // The Numismatic Chronicle (1966-). — Royal Numismatic Society, 2012. — Vol. 172. — P. 1—26. — JSTOR 42678926.